# 玫瑰经之后瞻礼
《玫瑰经之后瞻礼》（德语： Rosenkranzfest ）是德意志文艺复兴艺术大师阿尔布雷希特·丢勒的一幅 油画，绘制于 1506 年，现藏于捷克共和国布拉格国家美术馆，被推荐为“可能是德国大师创作的最精湛的画作”。 这幅画是皇帝马克西米利安一世向他订制的一系列艺术作品中的一幅，他的第一任妻子是勃艮第的玛利亚，与圣母玛利亚同名。